# Debi Austin
Debi Austin, född 13 april 1950 i Illinois, USA, död 22 februari 2013, var en känd anti-rökningsaktivist som från 1996 och framåt framträdde i den amerikanska och kaliforniska "anti-rökningsreklamen".